# الهيئة الوطنية لإدارة الكوارث (الهند)
الهيئة الوطنية لإدارة الكوارث اختصار (NDMA)، هي وكالة عليا تابعة لوزارة الشؤون الداخلية الهندية هدفها الرئيسي هو تنسيق الاستجابة للكوارث الطبيعية أو الكوارث من صنع الإنسان، وبناء القدرات في مجال مواجهة الكوارث والاستجابة للأزمات. أنشئت الهيئة الوطنية لإدارة الكوارث من خلال قانون إدارة الكوارث الذي سنته حكومة الهند في 30 مايو 2005. الوكالة مسؤولة عن صياغة السياسات ووضع الإرشادات وأفضل الممارسات والتنسيق مع هيئات إدارة الكوارث الحكومية (SDMAs) لضمان اتباع نهج شامل وموزع لإدارة الكوارث.
يرأس الوكالة مجلس مكون من تسعة أعضاء يرأسه رئيس وزراء الهند. يتكون الجزء المتبقي من مجلس الإدارة من أعضاء يتم ترشيحهم بناءً على خبرتهم في مجالات مثل التخطيط وإدارة البنية التحتية والاتصالات والأرصاد الجوية والعلوم الطبيعية. يشرف مكتب نائب الرئيس على الإدارة اليومية للوكالة.

## الأعضاء
يرأسها رئيس وزراء الهند، ويمكن أن تضم تسعة أعضاء آخرين. منذ عام 2024، أصبح لديها ثلاثة أعضاء، وهم: راجندرا سينغ، والفريق أول (متقاعد) سيد عطا حسنين، والدكتور كريشنا فاتسا. يشغل راجندرا سينغ حاليًا منصب رئيس إدارة الهيئة الوطنية لإدارة الكوارث. وهناك بند ينص على وجود نائب لرئيس الهيئة أيضًا.

## الهيكل التنظيمي
يتم تنظيم الهيئة الوطنية لإدارة الكوارث تشغيليًا في الأقسام التالية:
- السياسة والتخطيط
- المكافحة
- العمليات والاتصالات
- الإدارة
- بناء القدرات

الهيئة تجهز وتدرب المسؤولين الحكوميين الآخرين والمؤسسات والمجتمع في التخفيف والاستجابة أثناء الأزمات أو الكوارث. يدير المعهد الوطني لإدارة الكوارث، الذي يطور الممارسات، ويقدم التدريب العملي وينظم التدريبات لإدارة الكوارث. كما يقوم بتجهيز وتدريب خلايا إدارة الكوارث على مستوى الولايات والمستوى المحلي.
تتعاون الهيئة الوطنية لإدارة الكوارث أيضًا مع أكاديمية Lal Bahadur Shastri الوطنية للإدارة وأكاديمية Sardar Vallabhbhai Patel National Police لنقل التدريب إلى ضباط الإدارة والشرطة في التخطيط والاستجابة للحوادث. تراقب وتطور المبادئ التوجيهية لخدمات مكافحة الحرائق المحلية في جميع أنحاء البلاد. وتتعاون مع وزارة الصحة ورعاية الأسرة في تطوير خدمات الطوارئ الصحية والإسعاف، خصوصًا في مجال التعامل مع الإصابات الجماعية في المستشفيات المحلية.
وظائف ومسؤوليات
الهيئة الوطنية لإدارة الكوارث بصفتها الهيئة العليا، مفوضة لوضع السياسات والخطط والمبادئ التوجيهية لإدارة الكوارث لضمان الاستجابة الفعالة في الوقت المناسب للكوارث. تجاه ذلك، تتحمل المسؤوليات التالية: -
- وضع سياسات لإدارة الكوارث.
- الموافقة على الخطط الوطنية.
- الموافقة على الخطط التي أعدتها وزارات أو إدارات حكومة الهند وفقًا للخطط الوطنية.
- وضع مبادئ توجيهية تتبعها سلطات الدولة في وضع خطة الدولة.
- وضع مبادئ توجيهية تتبعها الوزارات أو الإدارات المختلفة في حكومة الهند لغرض دمج تدابير الوقاية من الكوارث أو تخفيف آثارها في خططها ومشاريعها الإنمائية.
- تنسيق إنفاذ وتنفيذ سياسة وخطط إدارة الكوارث.
- يوصي بتوفير الأموال لغرض التخفيف.
- تقديم هذا الدعم إلى البلدان الأخرى المتضررة من الكوارث الكبرى التي قد تحددها الحكومة المركزية.
- اتخاذ تدابير أخرى لمنع الكوارث أو التخفيف من آثارها أو التأهب وبناء القدرات للتعامل مع حالات الكوارث أو الكوارث التي قد تكون ضرورية.
- وضع سياسات ومبادئ توجيهية عريضة لعمل المعهد الوطني لإدارة الكوارث.

## برامج
الهيئة الوطنية لإدارة الكوارث تدير برامج مختلفة للمكافحة والاستجابة لحالات محددة. وتشمل هذه المشروع الوطني لإدارة مخاطر الأعاصير،  مشروع السلامة المدرسية،  نظم دعم اتخاذ القرار وغيرها. كما نظمت قمة الهند لمواجهة الكوارث التي عقدت مؤخرًا في 9 نوفمبر 2017، نيودلهي. تم تنظيم هذه القمة بشكل مشترك من قبل الهيئة الوطنية لإدارة الكوارث (NDMA) وموقع فيسبوك. أصبحت الهند أول بلد يشترك مع فيسبوك في الاستجابة للكوارث.

## المبادئ التوجيهية ل الهيئة الوطنية لإدارة الكوارث
وقفا للموقع الرسمي للهيئة الوطنية لإدارة الكوارث:
- مبادئ توجيهية لإعداد خطة العمل - منع وإدارة موجة الحر
- المبادئ التوجيهية لإدارة السلامة في المدارس:
- مبادئ توجيهية بشأن إدارة سلامة المستشفيات
- مبادئ توجيهية بشأن المعايير الدنيا للمأوى والغذاء والماء والصرف الصحي والغطاء الطبي في معسكرات الإغاثة
- المبادئ التوجيهية لإدارة الزلازل
- مبادئ توجيهية لإدارة تسونامي
- مبادئ توجيهية لإدارة الأعاصير
- المبادئ التوجيهية لإدارة الفيضانات
- مبادئ توجيهية لإدارة الفيضانات الحضرية
- مبادئ توجيهية بشأن إدارة الجفاف
- إرشادات حول الانهيارات الأرضية والثلوج الثلجية
- مبادئ توجيهية لكارثة الهجوم النووي.
- مبادئ توجيهية بشأن الكوارث الكيميائية (الصناعية)
- المبادئ التوجيهية للكوارث الكيميائية (الإرهاب)
- مبادئ توجيهية بشأن الاستعداد الطبي وإدارة الإصابات الجماعية
- مبادئ توجيهية للكوارث البيولوجية
- مبادئ توجيهية للدعم النفسي والاجتماعي
- المبادئ التوجيهية لصياغة خطط بلدية دبي
- المبادئ التوجيهية لنظام الاستجابة للحوادث
- مبادئ توجيهية لنظام المعلومات والاتصالات الوطنية لإدارة الكوارث
- مبادئ توجيهية للتحجيم ونوع المعدات وتدريب خدمات الإطفاء
- مبادئ توجيهية لإعادة التعديل الزلزالي للمباني والهياكل التي تعاني من قصور

## روابط خارجية
- الموقع الرسمي